# Cinéma de la Plage
Le Cinéma de la Plage est une section de la sélection officielle du Festival de Cannes créée en 2001.
Tous les soirs pendant la durée du Festival, une projection est offerte aux Cannois et aux festivaliers en partenariat avec l'association Cannes Cinéma et la mairie de Cannes. Elle permet de revoir des films d'anthologie mais aussi de découvrir des films hors compétition en avant-première mondiale. Au contraire de la section Cannes Classics réservée à un « public averti », le Cinéma de la Plage s'adresse au « grand public ».
Les projections sont organisées en plein air, dans les mêmes conditions techniques qu'au Palais des festivals, sur un écran géant de 24 × 6 m, et en accès libre, sans accréditation ni tenue de gala, dans la mesure des places disponibles (800 transats et autant de couvertures, assis à même le sable ou debout contre les barrières ou le parapet de la promenade en surplomb), à 21 h 30, sur la plage Macé située dans le prolongement du Palais des festivals sur la Croisette 43° 33′ 01″ N, 7° 01′ 19″ E.

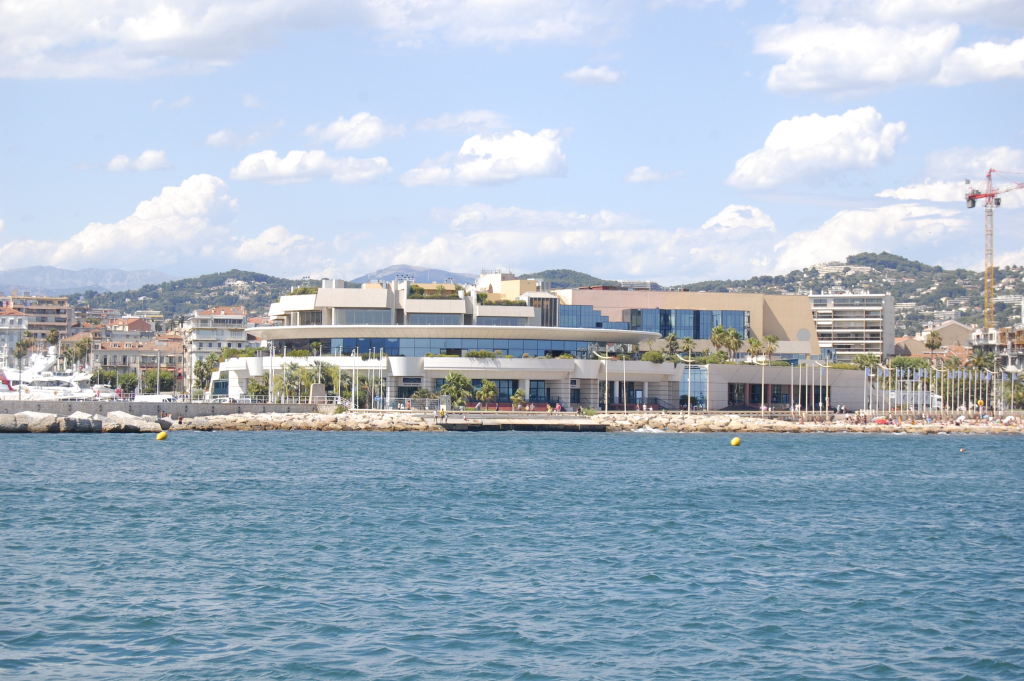
Vue du Palais des festivals depuis la baie de Cannes.
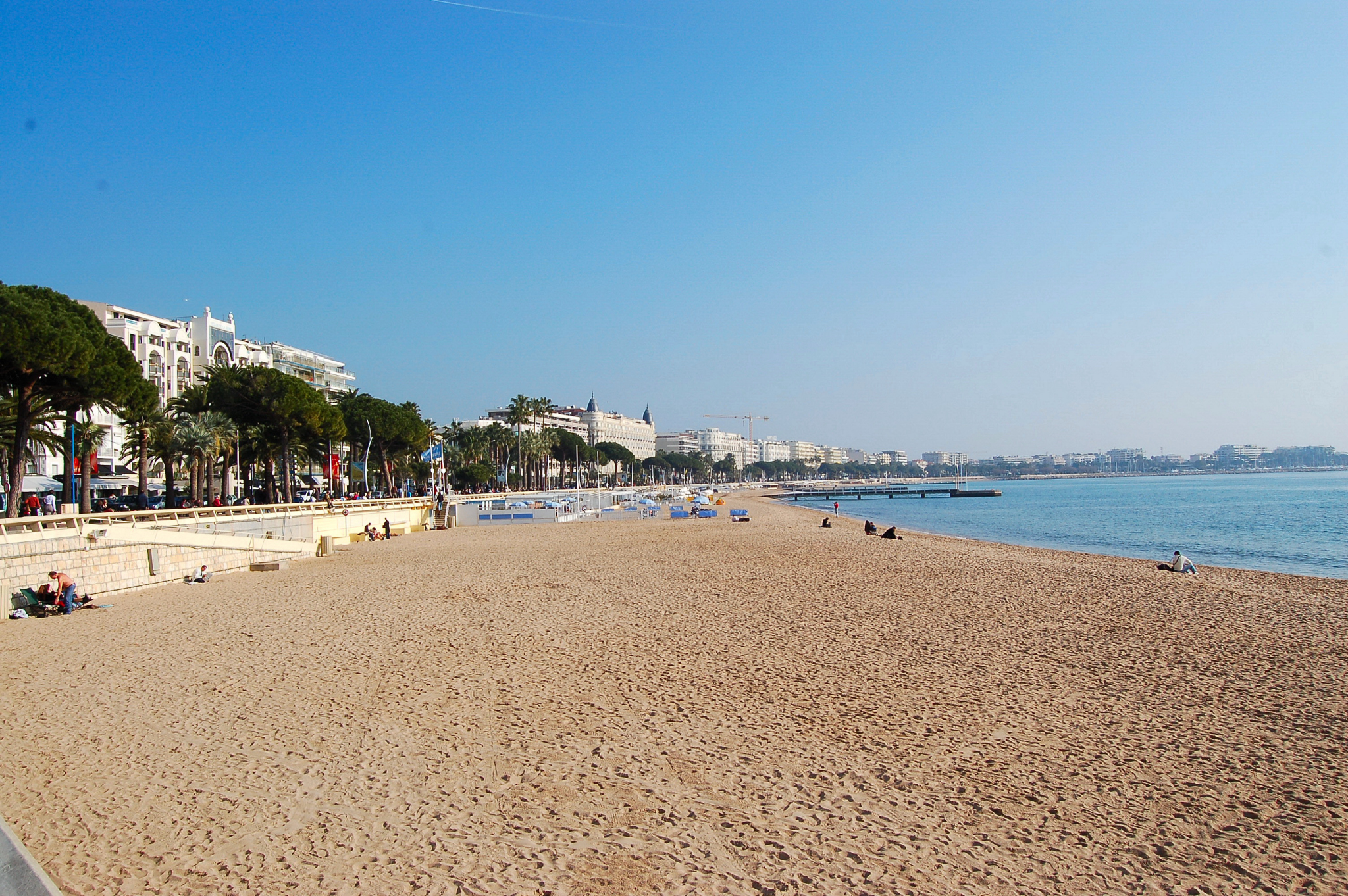
La plage Macé dans le prolongement, en attente des installations, écran géant, transats et couvertures, pour les projections du Cinéma de la Plage.

## 2005
En 2005, le Cinéma de la Plage propose une programmation composée de grands films populaires, de films musicaux et de documentaires.
| Titre                                    | Réalisation  | Pays       | Année |
| ---------------------------------------- | ------------ | ---------- | ----- |
| Star Wars, épisode IV : Un nouvel espoir | George Lucas | États-Unis | 1977  |

## 2007
Les séances du Cinéma de la Plage de l'année 2007 ne sont pas présentées dans la rubrique du même nom mais, de manière aléatoire et incomplète, dans les communiqués officiels de la rubrique « Actualité » sur le site du Festival de Cannes.
| Titre                          | Réalisation        | Pays              | Année |
| ------------------------------ | ------------------ | ----------------- | ----- |
| Made in Jamaica                | Jérôme Laperrousaz | France            | 2007  |
| Sailor et Lula                 | David Lynch        | États-Unis        | 1990  |
| Kagemusha, l'Ombre du guerrier | Akira Kurosawa     | Japon, États-Unis | 1980  |

## 2008
Avant 2009, les séances du Cinéma de la Plage ne sont pas présentées dans la rubrique du même nom mais dans les communiqués officiels de la rubrique « Actualité » sur le site du Festival de Cannes.
| Titre                          | Réalisation             | Pays                  | Année |
| ------------------------------ | ----------------------- | --------------------- | ----- |
| Bonnie and Clyde               | Arthur Penn             | États-Unis            | 1967  |
| Capitaine Blood                | Michael Curtiz          | États-Unis            | 1935  |
| Opération Dragon               | Robert Clouse           | États-Unis, Hong Kong | 1973  |
| Looney Tunes                   | Tex Avery et al.        | États-Unis            | 1923  |
| Je suis un évadé               | Mervyn LeRoy            | États-Unis            | 1932  |
| On s'fait la valise, Docteur ? | Peter Bogdanovich       | États-Unis            | 1972  |
| Le shérif est en prison        | Mel Brooks              | États-Unis            | 1974  |
| L'Inspecteur Harry             | Don Siegel              | États-Unis            | 1971  |
| Qu'est-il arrivé à Baby Jane ? | Robert Aldrich          | États-Unis            | 1962  |
| Matrix                         | Larry et Andy Wachowski | États-Unis            | 1999  |

## 2009
| Titre                                    | Réalisation                 | Pays                                 | Année |
| ---------------------------------------- | --------------------------- | ------------------------------------ | ----- |
| Lawrence d'Arabie                        | David Lean                  | Royaume-Uni                          | 1962  |
| Neil Young Trunk Show (en)               | Jonathan Demme              | États-Unis                           | 2009  |
| Soundtrack for a Revolution (en)         | Dan Sturman, Bill Guttentag | États-Unis                           | 2009  |
| Tengri, le bleu du ciel                  | Marie Jaoul de Poncheville  | France Allemagne Kirghizistan        | 2008  |
| The Wall                                 | Alan Parker                 | Royaume-Uni                          | 1982  |
| Total Balalaïka Show (en)                | Aki Kaurismäki              | Finlande                             | 1993  |
| Wattstax                                 | Mel Stuart                  | États-Unis                           | 1972  |
| Ziggy Stardust and the Spiders from Mars | Donn Alan Pennebaker        | Royaume-Uni                          | 1973  |
| Don Giovanni                             | Joseph Losey                | France, Italie; Allemagne de l'Ouest | 1979  |

## 2010
| Titre                        | Réalisation                                 | Pays           | Année |
| ---------------------------- | ------------------------------------------- | -------------- | ----- |
| Tant qu'il y aura des hommes | Fred Zinnemann                              | États-Unis     | 1953  |
| La Nuit de Varennes          | Ettore Scola                                | France, Italie | 1982  |
| Le Monde du silence          | Jacques-Yves Cousteau, Louis Malle          | France         | 1956  |
| Rock'n'roll… of Corse !      | Stéphane Bébert, Lionel Guedj               | France         | 2010  |
| Solo pour une blonde         | Roy Rowland                                 | Royaume-Uni    | 1963  |
| The Two Escobars             | Jeff Zimbalist (en), Michael Zimbalist (en) | États-Unis     | 2010  |

## 2011
| Titre                        | Réalisation       | Pays           | Année |
| ---------------------------- | ----------------- | -------------- | ----- |
| Cent Mille Dollars au soleil | Henri Verneuil    | France, Italie | 1965  |
| Atlantique, latitude 41°     | Roy Ward Baker    | Royaume-Uni    | 1958  |
| Le Bateau                    | Wolfgang Petersen | Allemagne      | 1981  |
| Et vogue le navire…          | Federico Fellini  | Italie, France | 1984  |
| Grenouille d'hiver           | Slony Sow         | France         | 2011  |
| Le Cri d'une fourmi          | Sameh Abdel Aziz  | Égypte         | 2011  |
| Le Magnifique                | Philippe de Broca | France, Italie | 1973  |
| Ouragan sur le Caine         | Edward Dmytryk    | États-Unis     | 1954  |
| Reflets sur la Croisette     | Isabelle Putod    | France         | 2011  |

## 2012
| Titre                           | Réalisation       | Pays                                                   | Année |
| ------------------------------- | ----------------- | ------------------------------------------------------ | ----- |
| Casino Royale                   | Martin Campbell   | Royaume-Uni, États-Unis, Allemagne, République tchèque | 2006  |
| Les diamants sont éternels      | Guy Hamilton      | Royaume-Uni                                            | 1971  |
| James Bond 007 contre Dr No     | Terence Young     | Royaume-Uni                                            | 1962  |
| Bons Baisers de Russie          | Terence Young     | Royaume-Uni                                            | 1963  |
| Le Farceur                      | Philippe de Broca | France                                                 | 1961  |
| Au service secret de Sa Majesté | Peter Hunt        | Royaume-Uni                                            | 1969  |
| Le Marin des Mers de Chine      | Jackie Chan       | Hong Kong                                              | 1982  |
| L'Escadron Red Tails            | Anthony Hemingway | États-Unis                                             | 2012  |

## 2013
| Titre                                      | Réalisation                             | Pays           | Année |
| ------------------------------------------ | --------------------------------------- | -------------- | ----- |
| Le Grand Bleu                              | Luc Besson                              | France         | 1988  |
| L'Homme de Rio                             | Philippe de Broca                       | France, Italie | 1964  |
| Les Oiseaux                                | Alfred Hitchcock                        | États-Unis     | 1963  |
| Le Mécano de la « General »                | Buster Keaton                           | États-Unis     | 1926  |
| Le Tombeur de ces dames                    | Jerry Lewis                             | États-Unis     | 1961  |
| Bollywood - la plus belle histoire d'amour | Rakeysh Omprakash Mehra, Jeff Zimbalist | Inde           | 2011  |
| Monte là-dessus !                          | Fred C. Newmeyer, Sam Taylor            | États-Unis     | 1923  |
| Siméon                                     | Euzhan Palcy                            | France         | 1992  |
| Les Dents de la mer                        | Steven Spielberg                        | États-Unis     | 1975  |
| Jour de fête                               | Jacques Tati                            | France         | 1949  |

## 2014
| Titre                                    | Réalisation        | Pays                                  | Date |
| ---------------------------------------- | ------------------ | ------------------------------------- | ---- |
| Huit et demi                             | Federico Fellini   | Italie, France                        | 1963 |
| Et pour quelques dollars de plus         | Sergio Leone       | Italie, Espagne, Allemagne de l'Ouest | 1965 |
| Le Bon, la Brute et le Truand            | Sergio Leone       | Italie, Espagne                       | 1966 |
| United Passions : La Légende du football | Frédéric Auburtin  | France                                | 2014 |
| L'Opération diabolique                   | John Frankenheimer | États-Unis                            | 1966 |
| Les Guerriers de la nuit                 | Walter Hill        | États-Unis                            | 1979 |
| La Folie des grandeurs                   | Gérard Oury        | France, Italie, Allemagne, Espagne    | 1971 |
| Polyester                                | John Waters        | États-Unis                            | 1981 |
| Pulp Fiction                             | Quentin Tarantino  | États-Unis                            | 1994 |
| Purple Rain                              | Albert Magnoli     | États-Unis                            | 1984 |

## 2015
| Titre                                   | Réalisation        | Pays             | Année |
| --------------------------------------- | ------------------ | ---------------- | ----- |
| Terminator                              | James Cameron      | États-Unis       | 1984  |
| Hôtel du Nord                           | Marcel Carné       | France           | 1938  |
| Ivan le Terrible                        | Sergueï Eisenstein | Union soviétique | 1944  |
| Ran                                     | Akira Kurosawa     | Japon            | 1985  |
| Hibernatus                              | Édouard Molinaro   | France Italie    | 1969  |
| Le Grand Blond avec une chaussure noire | Yves Robert        | France           | 1972  |
| Usual Suspects                          | Bryan Singer       | États-Unis       | 1995  |
| Apollo 13                               | Ron Howard         | États-Unis       | 1995  |
| Jurassic Park                           | Steven Spielberg   | États-Unis       | 1993  |
| Joe Hill                                | Bo Widerberg       | Suède États-Unis | 1971  |

## 2016
| Titre                       | Réalisation         | Pays           | Année |
| --------------------------- | ------------------- | -------------- | ----- |
| Purple Rain                 | Albert Magnoli      | États-Unis     | 1984  |
| Le Roi de cœur              | Philippe de Broca   | France, Italie | 1966  |
| Coup de tête                | Jean-Jacques Annaud | France         | 1979  |
| The Endless Summer          | Bruce Brown         | États-Unis     | 1966  |
| Le Dictateur                | Charlie Chaplin     | États-Unis     | 1940  |
| Sorcerer                    | William Friedkin    | États-Unis     | 1977  |
| Le Fanfaron                 | Dino Risi           | Italie         | 1962  |
| En quatrième vitesse        | Robert Aldrich      | États-Unis     | 1955  |
| Nous nous sommes tant aimés | Ettore Scola        | Italie         | 1974  |

## 2017
| Titre                    | Réalisation      | Pays                   | Année |
| ------------------------ | ---------------- | ---------------------- | ----- |
| Tout sur ma mère         | Pedro Almodóvar  | France, Espagne        | 1999  |
| Du rififi chez les mômes | Alan Parker      | Royaume-Uni            | 1976  |
| La Fièvre du samedi soir | John Badham      | États-Unis             | 1977  |
| Bad Boys                 | Michael Bay      | États-Unis             | 1995  |
| Missing                  | Costa-Gavras     | États-Unis             | 1982  |
| Les Chariots de feu      | Hugh Hudson      | Royaume-Uni            | 1981  |
| Djam                     | Tony Gatlif      | France, Grèce, Turquie | 2017  |
| Week-end à Zuydcoote     | Henri Verneuil   | France, Italie         | 1964  |
| Un 32 août sur terre     | Denis Villeneuve | Canada                 | 1998  |

## 2018
| Titre                     | Réalisation               | Pays                    | Année |
| ------------------------- | ------------------------- | ----------------------- | ----- |
| Au feu, les pompiers !    | Miloš Forman              | Tchécoslovaquie, Italie | 1968  |
| Bagdad Café               | Percy Adlon               | Allemagne, États-Unis   | 1987  |
| Le Grand Bleu             | Luc Besson                | France                  | 1988  |
| Le Grand Bal              | Laetitia Carton           | France                  | 2018  |
| Le Destin                 | Youssef Chahine           | Égypte                  | 1997  |
| Black Panther             | Ryan Coogler              | États-Unis              | 2018  |
| Le Spécialiste            | Sergio Corbucci           | Italie                  | 1969  |
| Le Silence des agneaux    | Jonathan Demme            | États-Unis              | 1991  |
| Sueurs froides            | Alfred Hitchcock          | États-Unis              | 1958  |
| Grease                    | Randal Kleiser            | États-Unis              | 1978  |
| Le Départ                 | Jerzy Skolimowski         | Belgique                | 1967  |
| Good Morning Babilonia    | Paolo et Vittorio Taviani | Italie                  | 1987  |
| L'une chante, l'autre pas | Agnès Varda               | France                  | 1977  |

## 2019
| Titre                  | Réalisation             | Pays       | Année |
| ---------------------- | ----------------------- | ---------- | ----- |
| Les Quatre Cents Coups | François Truffaut       | France     | 1959  |
| Boyz n the Hood        | John Singleton          | États-Unis | 1991  |
| La Cité de la peur     | Alain Berberian         | France     | 1994  |
| The Doors              | Oliver Stone            | États-Unis | 1991  |
| Easy Rider             | Dennis Hopper           | États-Unis | 1969  |
| Haut les filles        | François Armanet, Bayon | France     | 2019  |
| Mélodie en sous-sol    | Henri Verneuil          | France     | 1963  |
| Les Patriotes          | Éric Rochant            | France     | 1994  |
| Tigre et Dragon        | Ang Lee                 | Taïwan     | 2000  |

## 2020
Édition annulée en raison de la pandémie de Covid-19.

## 2021
| Titre                               | Réalisation        | Pays           | Année |
| ----------------------------------- | ------------------ | -------------- | ----- |
| In the Mood for Love                | Wong Kar-wai       | Hong Kong      | 2000  |
| L'Épouvantail (Scarecrow)           | Jerry Schatzberg   | États-Unis     | 1973  |
| Tom Medina                          | Tony Gatlif        | France         | 2021  |
| Chat noir, chat blanc               | Emir Kusturica     | RF Yougoslavie | 1998  |
| Le Sommet des dieux                 | Patrick Imbert     | France         | 2021  |
| JFK (Director's Cut)                | Oliver Stone       | France         | 1991  |
| Fast and Furious 9                  | Justin Lin         | États-Unis     | 2021  |
| Lovers Rock                         | Steve McQueen      | Royaume-Uni    | 2020  |
| Le Fabuleux Destin d'Amélie Poulain | Jean-Pierre Jeunet | France         | 2001  |
| David Byrne's American Utopia (en)  | Spike Lee          | États-Unis     | 2020  |

## 2022
| Titre                      | Réalisation                              | Pays                                       | Année |
| -------------------------- | ---------------------------------------- | ------------------------------------------ | ----- |
| The Truman Show            | Peter Weir                               | États-Unis                                 | 1998  |
| Spinal Tap                 | Rob Reiner                               | États-Unis                                 | 1984  |
| Le Pacte des loups         | Christophe Gans                          | France                                     | 2001  |
| Est-Ouest                  | Régis Wargnier                           | Russie, Ukraine, Bulgarie, France, Espagne | 1999  |
| Le Parrain                 | Francis Ford Coppola                     | États-Unis                                 | 1972  |
| Un singe en hiver          | Henri Verneuil                           | France                                     | 1962  |
| La Cour des miracles       | Carine May, Hakim Zouhani                | France                                     | 2022  |
| Ballroom Dancing           | Baz Luhrmann                             | Australie                                  | 1992  |
| Christophe… définitivement | Ange Leccia, Dominique Gonzalez-Foerster | France                                     | 2022  |
| E.T., l'extra-terrestre    | Steven Spielberg                         | États-Unis                                 | 1982  |
| Fanfan la Tulipe           | Christian-Jaque                          | France                                     | 1952  |
| La Dernière Séance         | Peter Bogdanovich                        | États-Unis                                 | 1971  |

## 2023
| Titre                                     | Réalisation                     | Pays                         | Année           | Date            |
| ----------------------------------------- | ------------------------------- | ---------------------------- | --------------- | --------------- |
| Underground                               | Emir Kusturica                  | RF Yougoslavie               | 1995            | mardi 16 mai    |
| Le Sens de la fête                        | Éric Toledano & Olivier Nakache | France                       | 2017            | mercredi 17 mai |
| La Balade sauvage (Badlands)              | Terrence Malick                 | États-Unis                   | 1973            | jeudi 18 mai    |
| Flo                                       | Géraldine Danon                 | France                       | 2023            | vendredi 19 mai |
| Thelma et Louise                          | Ridley Scott                    | États-Unis                   | 1991            | samedi 20 mai   |
| Mars Express                              | Jérémie Périn                   | France                       | 2023            | dimanche 21 mai |
| L’Été en pente douce                      | Gérard Krawczyk                 | France                       | 1987            | lundi 22 mai    |
| Carmen                                    | Carlos Saura                    | Espagne                      | 1983            | mardi 23 mai    |
| L’Été meurtrier                           | Jean Becker                     | France                       | 1983            | mercredi 24 mai |
| Cannes chante le cinéma                   | Benjamin Levy                   | Orchestre national de Cannes | et les artistes | jeudi 25 mai    |
| La Fureur du dragon (Meng long guo jiang) | Bruce Lee                       | Hong Kong                    | 1973            | vendredi 26 mai |
| Alberto Express                           | Arthur Joffé                    | France                       | 1990            | samedi 27 mai   |
| Robot Dreams                              | Pablo Berger                    | Espagne                      | 2023            | (?)             |
| Sarafina !                                | Darrell Roodt                   | Afrique du Sud               | 1992            | (?)             |

## 2024

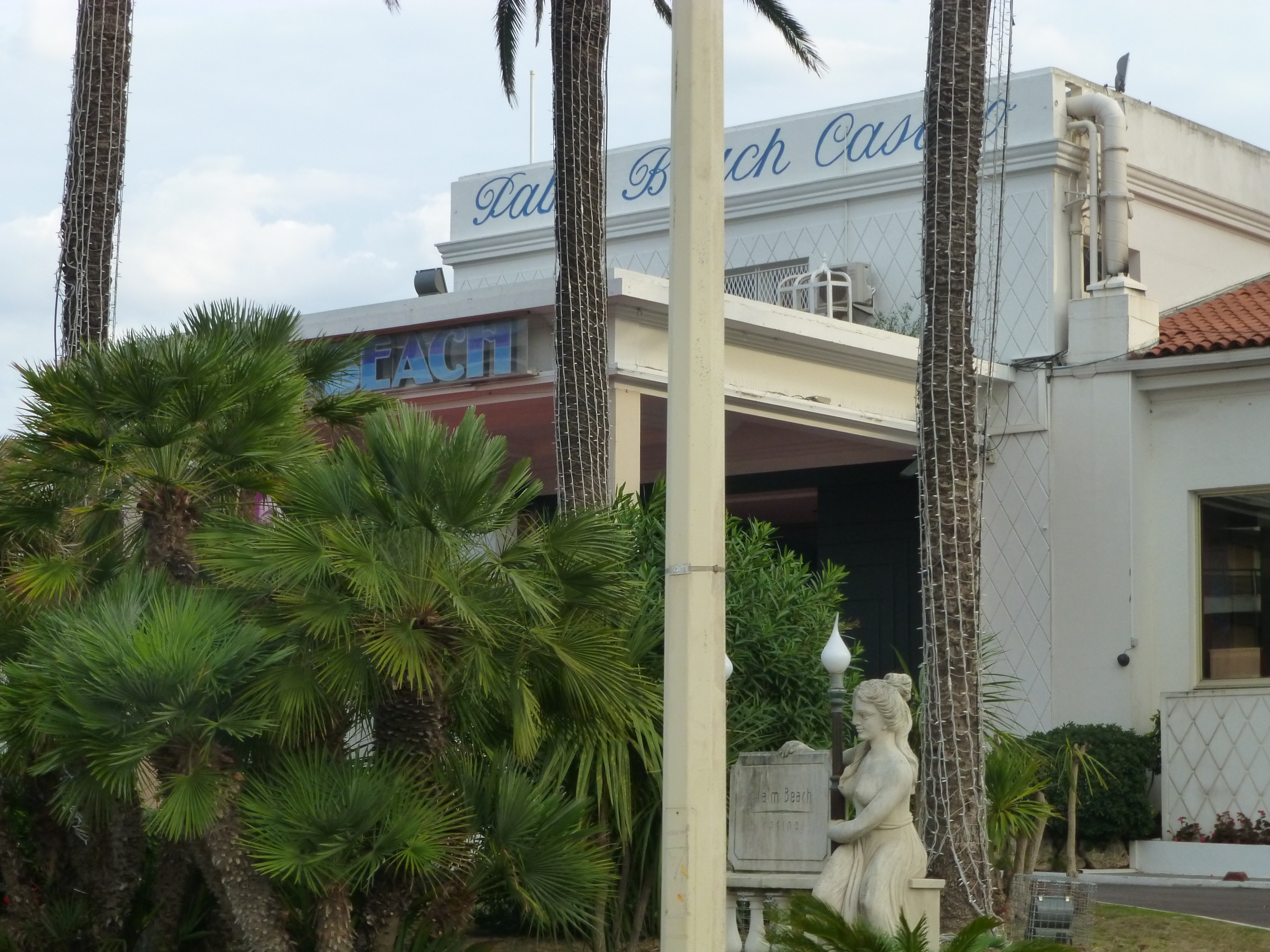
Palm Beach Casino de Cannes.

| Titre                              | Réalisation                                       | Pays               | Année     | Durée          | Date            | Note                                |
| ---------------------------------- | ------------------------------------------------- | ------------------ | --------- | -------------- | --------------- | ----------------------------------- |
| Trainspotting                      | Danny Boyle                                       | Royaume-Uni        | 1995      | 94 min         | mardi 14 mai    | 4K restoration                      |
| Moi aussi Sex and the City         | Judith Godrèche Jean-Paul Guigue, Julien Berjeaut | France , Belgique  | 2024      | 17 min 80 min  | mercredi 15 mai | En présence de l'équipe des 2 films |
| My Way                             | Thierry Teston, Lisa Azuelos                      | France             | 2024      | 78 min         | jeudi 16 mai    | En présence de l'équipe du film     |
| After Hours                        | Martin Scorsese                                   | États-Unis         | 1985      | 97 min         | vendredi 17 mai | [ 15 ]                              |
| Transmitzvah                       | Daniel Burman                                     | Argentine          | 2024      | 100 min        | samedi 18 mai   | En présence de l'équipe du film     |
| Indigènes                          | Rachid Bouchareb                                  | France             | 2006      | 130 min        | dimanche 19 mai | En présence de Rachid Bouchareb     |
| Les Contes de Terremer Porco Rosso | Gorō Miyazaki Hayao Miyazaki                      | Japon              | 2006 1992 | 115 min 93 min | lundi 20 mai    | Mini-nuit Ghibli                    |
| Exils                              | Tony Gatlif                                       | France             | 2004      | 103 min        | mardi 21 mai    | En présence de Tony Gatlif          |
| Slocum et moi                      | Jean-François Laguionie                           | Luxembourg, France | 2024      | 75 min         | mercredi 22 mai | En présence de l'équipe du film     |
| Opération Condor                   | Jackie Chan                                       | Chine              | 1991      | 117 min        | jeudi 23 mai    | [ 15 ]                              |
| Les Neuf Reines                    | Fabián Bielinsky                                  | Argentine          | 2000      | 114 min        | vendredi 24 mai | [ 15 ]                              |
| Phantom of the Paradise            | Brian De Palma                                    | États-Unis         | 1974      | 90 min         | samedi 25 mai   | [ 15 ]                              |

## 2025
Le tour du monde au programme du cinéma de la Plage 2025 se conclut autour de la piscine du Casino du Palm Beach à Cannes.
| Titre | Réalisation        | Pays                 | Année | Durée        | Date            |
| --- | ------------------ | -------------------- | ----- | ------------ | --------------- |
| Une vie cachée (A Hidden Life)                                                                              | Terrence Malick    | Allemagne États-Unis | 2019  | 2h54         | mardi 13 mai    |
| À toute épreuve (辣手神探, Lashou shentan)                                                                  | John Woo           | Hong Kong            | 1992  | 2h08         | mercredi 14 mai |
| Les Mauvais Coups                                                                                           | François Leterrier | France               | 1961  | 1h38         | jeudi 16 mai    |
| Duel au soleil (Duel in the Sun)                                                                            | King Vidor         | États-Unis           | 1946  | 2h25         | vendredi 16 mai |
| Boulevard du crépuscule (Sunset Boulevard) (précédé du documentaire La Légende de la Palme d'or...continue) | Billy Wilder       | États-Unis           | 1950  | 1h50 (52min) | samedi 17 mai   |
| Palombella rossa                                                                                            | Nanni Moretti      | Italie               | 1989  | 1h28         | dimanche 18 mai |
| Bardot | Alain Berliner     | France Royaume-Uni   | 2025  | 1h30         | lundi 19 mai    |
| L'Œuf de l'ange (Tenshi no tamago)                                                                          | Mamoru Oshii       | Japon                | 1985  | 1h11         | mardi 20 mai    |
| Darling chérie (Darling)                                                                                    | John Schlesinger   | Royaume-Uni          | 1965  | 2h08         | mercredi 21 mai |
| Ange | Tony Gatlif        | France               | 2025  | 1h37         | jeudi 22 mai    |
| Film surprise                                                                                               | ?                  | ?                    | ?     | ?            | vendredi 23 mai |
| Mélodie en sous-sol                                                                                         | Henri Verneuil     | France               | 1963  | 1h58         | samedi 24 mai   |